# Ейк (футбольний клуб)
«Ейк» (норв. Eik Idrettsforening Tønsberg) — професіональний норвезький футбольний клуб з Тенсберга, заснований у 1928 році.

## Історія
Заснований 14 березня 1928 року під насвою ІФ «Ейк», а в 1989 році до назви клубу було додано назву міста Тенсберг. До 1988 року округ Ейк входив до муніципалітету Сем, але Сем був поглинений Тенсбергом.
Раніше ця команда виступала в національних футбольних змаганнях. З 1957 року була постійним учасником вищого дивізіону чемпіонату Норвегії. У сезоні 1959/60 років фінішували другими в Головній лізі Групи B (найвищий футбольний дивізіон Норвегії на той час), а в матчі за бронзові медалі здолали «Волеренгу». У сезоні 1960/61 років стали переможцями Головної ліги групи B, але в матчі за золоті медалі поступилися «Фредрікстаду» (0:2). Найвідомішими гравцями тієї команди були Арне Натланд та Гер Йогансен. У сезоні 1962 році клуб вилетів до нижчого дивізіону, де провів наступні 20 років.
У 1981 році зіграв товариський матч проти «Манчестер Юнайтед». У сезоні 1982 року вийшов до норвезької Прем'єр-ліги, у 1983 році фінішував на 5-му місці, а в 1984 році — понизився в класі.
Найкращим результатом «Ейка» в кубку Норвегії став вихід ло 1/2 фіналу турніру 1989 року, де команда з рахунком 0:1 поступиламя «Мольде». Рекорд відвідуваності домашніх матчів «Ейка» було встановлено 1958 року в поєдинку 1/4 фіналу на стадіоні «Тенсберг-Грессбан» у поєдинку проти «Фредерікстада», який завершився з рахунком 1:1 та перемогою «Фредерікстада».
У 1990-х роках команда виступала переважно в Першому дивізіоні, другому за силою норвезькому футбольному чемпіонаті. У сезоні 1997 році боролася в плей-оф за право виходу до Прем'єр-ліги, але перемогти в ньому не змогла. За підсумкаи сезону 2000 року вилетіла до Другого дивізіону, в якому провела сезон 2001 року.
10 жовтня 2001 року було створено новий клуб. ФК «Тенсберг» мав бути на вершині футбольної піраміди, нижче цієї «вершини» знаходилися 20 футбольних команд регіону. Оскільки «Ейк-Тенсберг» був найсильнішою командою округу, «Тенсберг» зайняв міце «Ейка» в чемпіонаті, а сам «Ейк-Тенсберг» у 2002 році був змушений розпочати новий шлях у системі футбольних ліг Норвегії.
На даний час чоловіча команда «Ейку» виступає в Четвертому дивізіоні, п'ятому за силою чемпіонаті Норвегії, це на два рівні нижче, ніж ФК «Тенсберг». «Ейк» тричі вигравав свою групу в Третьому дивізіоні (2003, 2004, 2005), але кожного разу в плей-оф за право підвищитися в класі поступався своїм суперникам. У 2010 році як срібний призер своєї групи боровся за право виходу до Другого дивізіону, але знову поступився супернику й продовжив виступи в Третьому дивізіоні. За підсумками сезону 2012 року вилетів до Четвертого дивізіону.

## Досягнення
- Головна ліга Норвегії
  -  Срібний призер (1): 1960/61
  -  Бронзовий призер (1): 1959/60
- Третій дивізіон чемпіонату Норвегії (груповий етап)
  -  Чемпіон (3): 2003, 2004, 2005
  -  Срібний призер (1): 2010

## Відомі гравці
До списку гравців, який наведено нижче, потрапили футболісти з досвідом виступів у національній збірній Норвегії
- Еспен Бугге Петтерсен
- Ян Галвор Галворсен
- Торе Галворсен
- Арне Гейвік
- Ронні Йонсен
- Арне Натланд
- Ян Фруде Норнес
- Ерік Солер
- Ерік Тортстведт
- Гер Йогансен